# COSAFA Cup 2008
De COSAFA Cup 2008 was de twaalfde editie van dit voetbaltoernooi georganiseerd door de COSAFA (Council of Southern Africa Football Associations). Het toernooi werd gehouden tussen 19 juli en 3 augustus 2008 in Zuid-Afrika. Dat land won het toernooi door in de finale met 2–1 van Mozambique te winnen. Zambia werd derde.

## Groepsfase

### Groep A
| Datum   | Team       | Score | Team       |
| ------- | ---------- | ----- | ---------- |
| 19 juli | Madagaskar | 1 – 1 | Swaziland  |
| 19 juli | Mauritius  | 0 – 7 | Seychellen |
| 21 juli | Madagaskar | 1 – 1 | Seychellen |
| 21 juli | Mauritius  | 1 – 1 | Swaziland  |
| 23 juli | Madagaskar | 2 – 1 | Mauritius  |
| 23 juli | Seychellen | 0 – 1 | Swaziland  |

| Nr. | Club       | Wedstrijden | Wedstrijden | Wedstrijden | Wedstrijden | Doelpunten | Doelpunten | Doelpunten | Punten |
| --- | ---------- | ----------- | ----------- | ----------- | ----------- | ---------- | ---------- | ---------- | ------ |
| Nr. | Club       | G           | W           | G           | V           | V          | T          | Saldo      | Punten |
| 1   | Madagaskar | 3           | 1           | 2           | 0           | 4          | 3          | +1         | 5[a]   |
| 2   | Swaziland  | 3           | 1           | 2           | 0           | 3          | 2          | +1         | 5      |
| 3   | Seychellen | 3           | 1           | 1           | 1           | 8          | 2          | +6         | 4      |
| 3   | Mauritius  | 3           | 0           | 1           | 2           | 2          | 10         | −8         | 1      |

|                                 |                          |       |                    |                                       |
| 19 juli 2008 «onderlinge duels» | Madagaskar               | 1 – 1 | Swaziland          | Atlantic Stadion Witbank, Zuid-Afrika |
| 19 juli 2008 «onderlinge duels» | Praxis Rabemananjara 66' |       | 42' Phinda Dlamini | Atlantic Stadion Witbank, Zuid-Afrika |

|                                 |           |                                                                                      |            |                                       |
| 19 juli 2008 «onderlinge duels» | Mauritius | 0 – 7                                                                                | Seychellen | Atlantic Stadion Witbank, Zuid-Afrika |
| 19 juli 2008 «onderlinge duels» |           | 17' 61' 77' 90' Phillip Zialor 41' Don Anacoura 57' Collin Laporte 80' Trevor Poiret |            | Atlantic Stadion Witbank, Zuid-Afrika |

|                                 |                             |       |                  |                                       |
| 21 juli 2008 «onderlinge duels» | Madagaskar                  | 1 – 1 | Seychellen       | Atlantic Stadion Witbank, Zuid-Afrika |
| 21 juli 2008 «onderlinge duels» | Tovohery Rabenandrasana 50' |       | 70' Louis Renard | Atlantic Stadion Witbank, Zuid-Afrika |

|                                 |                    |       |                    |                                       |
| 21 juli 2008 «onderlinge duels» | Mauritius          | 1 – 1 | Swaziland          | Atlantic Stadion Witbank, Zuid-Afrika |
| 21 juli 2008 «onderlinge duels» | Johan Marmitte 31' |       | 51' Gcina Mazibuko | Atlantic Stadion Witbank, Zuid-Afrika |

|                                 |                                                      |       |                      |                                       |
| 23 juli 2008 «onderlinge duels» | Madagaskar                                           | 2 – 1 | Mauritius            | Atlantic Stadion Witbank, Zuid-Afrika |
| 23 juli 2008 «onderlinge duels» | Tovohery Rabenandrasana 19' Praxis Rabemananjara 68' |       | 12' Wesley Marquette | Atlantic Stadion Witbank, Zuid-Afrika |

|                                 |            |                      |           |                                       |
| 23 juli 2008 «onderlinge duels» | Seychellen | 0 – 1                | Swaziland | Atlantic Stadion Witbank, Zuid-Afrika |
| 23 juli 2008 «onderlinge duels» |            | 90' Mfanzile Dlamini |           | Atlantic Stadion Witbank, Zuid-Afrika |

### Groep B
| Datum   | Team    | Score | Team    |
| ------- | ------- | ----- | ------- |
| 20 juli | Comoren | 0 – 3 | Namibië |
| 20 juli | Lesotho | 0 – 1 | Malawi  |
| 22 juli | Comoren | 0 – 1 | Malawi  |
| 22 juli | Lesotho | 1 – 1 | Namibië |
| 24 juli | Comoren | 0 – 1 | Lesotho |
| 24 juli | Malawi  | 0 – 1 | Namibië |

| Nr. | Club    | Wedstrijden | Wedstrijden | Wedstrijden | Wedstrijden | Doelpunten | Doelpunten | Doelpunten | Punten |
| --- | ------- | ----------- | ----------- | ----------- | ----------- | ---------- | ---------- | ---------- | ------ |
| Nr. | Club    | G           | W           | G           | V           | V          | T          | Saldo      | Punten |
| 1   | Namibië | 3           | 2           | 1           | 0           | 5          | 1          | +4         | 5      |
| 2   | Malawi  | 3           | 2           | 0           | 1           | 2          | 1          | +1         | 5      |
| 3   | Lesotho | 3           | 1           | 1           | 1           | 2          | 2          | 0          | 4      |
| 4   | Comoren | 3           | 0           | 0           | 3           | 0          | 5          | −5         | 0      |

|                                 |         |                                           |         |                                           |
| 20 juli 2008 «onderlinge duels» | Comoren | 0 – 3                                     | Namibië | Lilian Ngoyi Stadion Secunda, Zuid-Afrika |
| 20 juli 2008 «onderlinge duels» |         | 60' 74' Quinton Jacobs 81' Lazarus Kaimbi |         | Lilian Ngoyi Stadion Secunda, Zuid-Afrika |

|                                 |         |                      |        |                                           |
| 20 juli 2008 «onderlinge duels» | Lesotho | 0 – 1                | Malawi | Lilian Ngoyi Stadion Secunda, Zuid-Afrika |
| 20 juli 2008 «onderlinge duels» |         | 77' Chiukepo Msowoya |        | Lilian Ngoyi Stadion Secunda, Zuid-Afrika |

|                                 |         |                    |        |                                           |
| 22 juli 2008 «onderlinge duels» | Comoren | 0 – 1              | Malawi | Lilian Ngoyi Stadion Secunda, Zuid-Afrika |
| 22 juli 2008 «onderlinge duels» |         | 31' Fisher Kondowe |        | Lilian Ngoyi Stadion Secunda, Zuid-Afrika |

|                                 |                     |       |                     |                                           |
| 22 juli 2008 «onderlinge duels» | Lesotho             | 1 – 1 | Namibië             | Lilian Ngoyi Stadion Secunda, Zuid-Afrika |
| 22 juli 2008 «onderlinge duels» | Thabane Rankara 83' |       | 25' Jamu Ngatjizeko | Lilian Ngoyi Stadion Secunda, Zuid-Afrika |

|                                 |         |                 |         |                                           |
| 24 juli 2008 «onderlinge duels» | Comoren | 0 – 1           | Lesotho | Lilian Ngoyi Stadion Secunda, Zuid-Afrika |
| 24 juli 2008 «onderlinge duels» |         | 74' Moli Lesesa |         | Lilian Ngoyi Stadion Secunda, Zuid-Afrika |

|                                 |        |                    |         |                                           |
| 24 juli 2008 «onderlinge duels» | Malawi | 0 – 1              | Namibië | Lilian Ngoyi Stadion Secunda, Zuid-Afrika |
| 24 juli 2008 «onderlinge duels» |        | 52' Lazarus Kaimbi |         | Lilian Ngoyi Stadion Secunda, Zuid-Afrika |

## Knock-outfase

### Toernooischema
|  | kwartfinale | kwartfinale |             |       | halve finale | halve finale |   |  | finale | finale |
|  |             |             |             |       |              |              |   |  |        |        |
|  |             |             |             |       |              |              |   |  |        |        |
|  |             |             |             |       |              |              |   |  |        |        |
|  | Zuid-Afrika | 1           |             |       |              |              |   |  |        |        |
|  | Zuid-Afrika | 1           |             |       |              |              |   |  |        |        |
|  | Namibië     | 0           |             |       |              |              |   |  |        |        |
|  | Namibië     | 0           | Zuid-Afrika | 1     |              |              |   |  |        |        |
|  |             |             | Zuid-Afrika | 1     |              |              |   |  |        |        |
|  |             | Zambia      | 0           |       |              |              |   |  |        |        |
|  | Zambia      | Zambia      | 0           | 0 (5) |              |              |   |  |        |        |
|  | Zambia      |             |             | 0 (5) |              |              |   |  |        |        |
|  | Zimbabwe    | 0 (4)       |             |       |              |              |   |  |        |        |
|  | Zimbabwe    | 0 (4)       | Zuid-Afrika | 2     |              |              |   |  |        |        |
|  |             |             | Zuid-Afrika | 2     |              |              |   |  |        |        |
|  |             | Mozambique  | 1           |       |              |              |   |  |        |        |
|  | Angola      | Mozambique  | 1           | 0     |              |              |   |  |        |        |
|  | Angola      |             |             | 0     |              |              |   |  |        |        |
|  | Madagaskar  | 1           |             |       |              |              |   |  |        |        |
|  | Madagaskar  | 1           | Madagaskar  | 1     | derde plaats | derde plaats |   |  |        |        |
|  |             |             | Madagaskar  | 1     | derde plaats | derde plaats |   |  |        |        |
|  |             | Mozambique  | 2           |       |              |              |   |  |        |        |
|  | Botswana    | Mozambique  | 2           | 0     |              |              |   |  |        |        |
|  | Botswana    |             |             |       |              | Madagaskar   | 0 |  |        |        |
|  | Mozambique  | 2           |             |       |              | Madagaskar   | 0 |  |        |        |
|  | Mozambique  | 2           | Zambia      | 2     |              |              |   |  |        |        |
|  |             |             | Zambia      | 2     |              |              |   |  |        |        |

### Kwartfinale
|                                 |        |                   |            |                       |
| 26 juli 2008 «onderlinge duels» | Angola | 0 – 1             | Madagaskar | Puma Stadium, Witbank |
| 26 juli 2008 «onderlinge duels» |        | 22' Rabemananjara |            | Puma Stadium, Witbank |

|                                 |              |       |         |                       |
| 26 juli 2008 «onderlinge duels» | Zuid-Afrika  | 1 – 0 | Namibië | Puma Stadium, Witbank |
| 26 juli 2008 «onderlinge duels» | Mahamutsa 6' |       |         | Puma Stadium, Witbank |

|                                 |          |                    |            |                               |
| 27 juli 2008 «onderlinge duels» | Botswana | 0 – 2              | Mozambique | Lilian Ngoyi Stadium, Secunda |
| 27 juli 2008 «onderlinge duels» |          | 18' Hagy 90+' Nito |            | Lilian Ngoyi Stadium, Secunda |

|                                 | |       | |                               |
| 27 juli 2008 «onderlinge duels» | Zambia | 0 – 0 | Zimbabwe | Lilian Ngoyi Stadium, Secunda |
| 27 juli 2008 «onderlinge duels» | |       | | Lilian Ngoyi Stadium, Secunda |
| 27 juli 2008 «onderlinge duels» | Strafschoppen |       | | Lilian Ngoyi Stadium, Secunda |
| 27 juli 2008 «onderlinge duels» | Gescoord met penalty · Gescoord met penalty · Gescoord met penalty · Gescoord met penalty · Gescoord met penalty | 5 – 4 | Gescoord met penalty · Gescoord met penalty · Gescoord met penalty · Gescoord met penalty · Gemiste strafschop | Lilian Ngoyi Stadium, Secunda |

### Halve finale
|                                 |                   |       |                        |                                     |
| 20 juli 2008 «onderlinge duels» | Madagaskar        | 1 – 2 | Mozambique             | Thulamahashe Stadium, Bushbuckridge |
| 20 juli 2008 «onderlinge duels» | Rabemananjara 28' |       | 18' Tico-Tico 62' Hagy | Thulamahashe Stadium, Bushbuckridge |

|                                 |                |       |        |                                     |
| 30 juli 2008 «onderlinge duels» | Zuid-Afrika    | 1 – 0 | Zambia | Thulamahashe Stadium, Bushbuckridge |
| 30 juli 2008 «onderlinge duels» | Tsutsulupa 14' |       |        | Thulamahashe Stadium, Bushbuckridge |

### 3e/4e plaats
|                                    |            |                      |        |                                     |
| 3 augustus 2008 «onderlinge duels» | Madagaskar | 0 – 2                | Zambia | Thulamahashe Stadium, Bushbuckridge |
| 3 augustus 2008 «onderlinge duels» |            | 56' Mayuka 78' Kombe |        | Thulamahashe Stadium, Bushbuckridge |

### Finale
|                                    |                  |       |            |                                     |
| 3 augustus 2008 «onderlinge duels» | Zuid-Afrika      | 2 – 1 | Mozambique | Thulamahashe Stadium, Bushbuckridge |
| 3 augustus 2008 «onderlinge duels» | Fransch 18', 60' |       | 90+3' Nito | Thulamahashe Stadium, Bushbuckridge |

| Winnaar COSAFA Cup 2008 |
| ----------------------- |
|                         |
| ZUID-AFRIKA Derde titel |

## Topscorers
| Pos. | Speler                  | Goals |
| ---- | ----------------------- | ----- |
| 1    | Phillip Zialor          | 4     |
| 2    | Praxis Rabemananjara    | 3     |
| 3    | Tovohery Rabenandrasana | 2     |
| 3    | Momed Hagi              | 2     |
| 3    | Nito                    | 2     |
| 3    | Lazarus Kaimbi          | 2     |
| 3    | Quinton Jacobs          | 2     |
| 3    | Marchelino Fransch      | 2     |